# Дівчата Гілмор

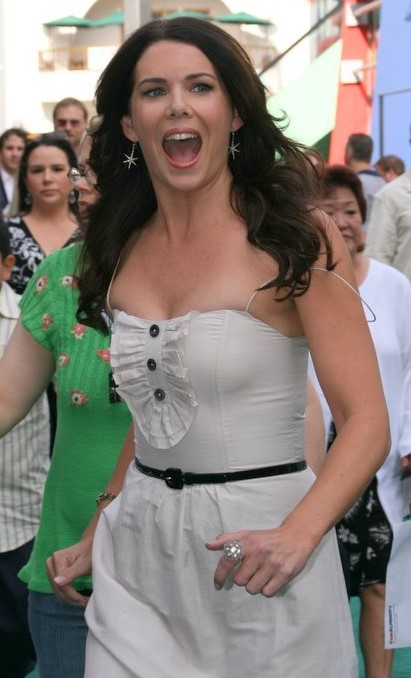
Лорен Грем — Лорелай Гілмор

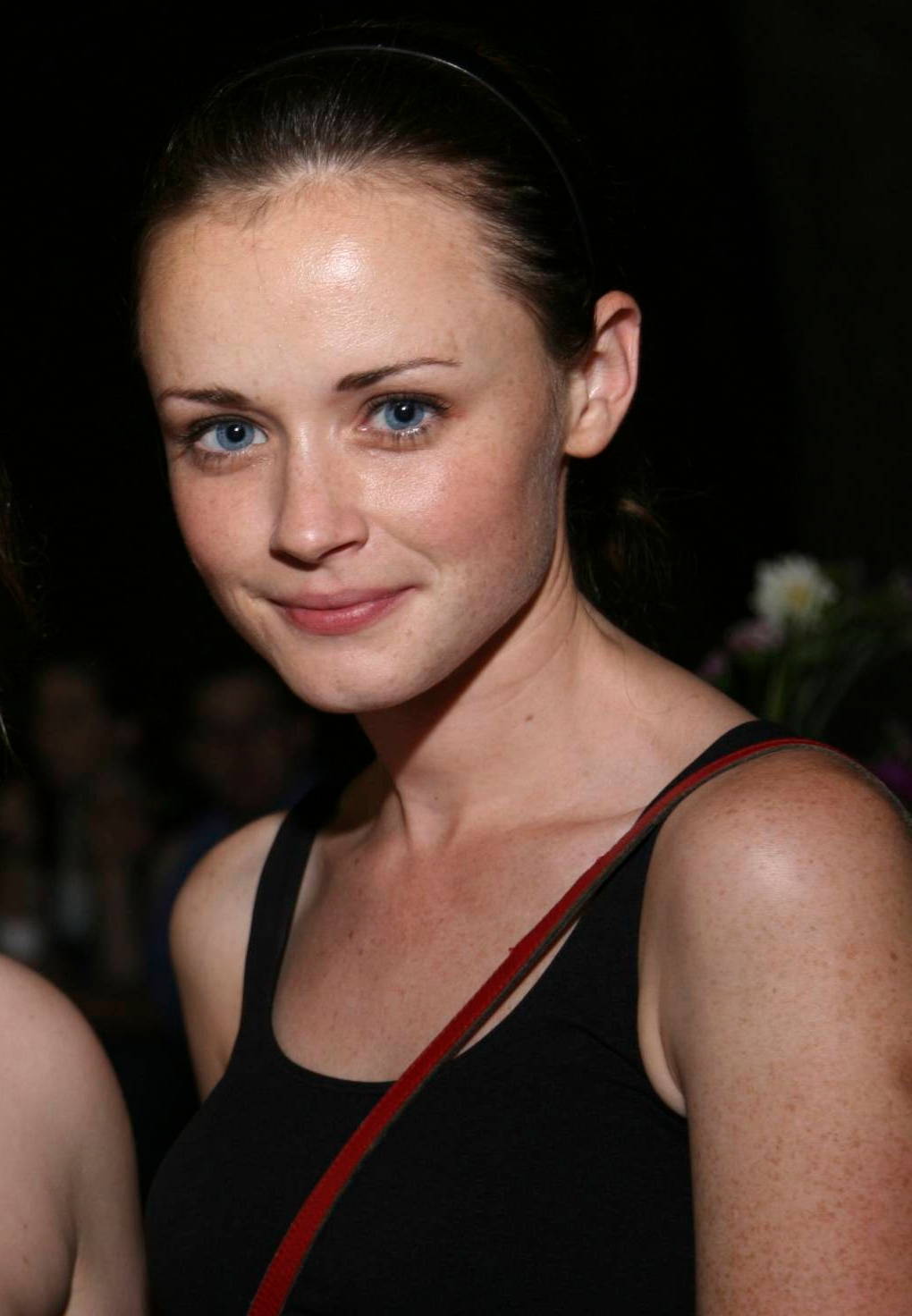
Алексіс Бледел — Рорі Гілмор

«Дівчата Гілмор» (англ. Gilmore Girls) — телесеріал, створений Емі Шерман-Палладіно, що демонструвався впродовж 7 сезонів у роки від 2000 до 2007.
Слоган: «Життя коротке. Кажи швидко».
Дія серіалу відбувається в невеличкому містечку в Коннектикуті, де живуть дуже колоритні люди. Серіал висвітлює питання родини, дружби, конфлікту між поколіннями та представниками різних соціальних верств.
«Дівчата Гілмор» отримали премію Американського інституту кіномистецтва та двічі премію «Глядачі за якісне телебачення». Серіал був названий новою програмою року асоціацією телевізійних критиків. Серіал також отримав премію Еммі у 2004 році за найкращу роботу гримерів у серії «Фестиваль живого мистецтва». Актори серіалу отримали значну кількість премій. Ґрем двічі здобувала премію сімейного телебачення та премію вибір юних глядачів у номінації «найкраща телевізійна мама». Алексіс Бледел отримала премію юного актора і премію сімейного телебачення.
В Україні серіал транслювався каналом 1+1.

## Синопсис
У кожній сім'ї — свої турботи: великі діти — великі проблеми. Та й у дорослих в житті все не так добре. Донька Лорелай Гілмор, Рорі, вступає до дуже престижної і дорогої підготовчої школи. І одразу ж виникає питання — як здобути грошей на навчання? Хоча Лорелай не дуже ладнає зі своїми батьками, але по допомогу їй доводиться звернутися саме до них, оскільки вони — люди заможні і можуть вирішити питання з оплатою. Але фінансова скрута — не єдина проблема в маленькій сім'ї Лорелай і Рорі. Порозумітися з підростаючою дочкою — також задача не з легких, тим більше, що у дівчини вже зовсім інші інтереси і думка матері її хвилює набагато менше, ніж погляди однолітків. Лорелай наробила в своєму житті чимало помилок, і тепер старається, щоб дочка не пішла її шляхами.

## Історія створення
Шоу відбувається у вигаданому містечку Старс Голлов, Коннектикут. Натхнення прийшло до Емі Шерман-Палладіно, яка створила шоу під час подорожі до Вашингтона, Коннектикут. Вона зупинилась у готелі The Mayflower, і це перебування викликало в неї захоплення. Вона була вражена тим, як місцеві знають одне одного, і вже наступного ранку було написано пілотний діалог. Вона пояснила це так: «Якщо я зможу спонукати людей почуватися так, як я почувалася, прогулюючись цим казковим містом — це було б чудово… Коли я була там, це було чудово, це було чарівно і було відчуття тепла і дружнього ставлення… З'явилося сильне бажання пережити такі відчуття у моєму власному житті, і я подумала, що це саме те, що дуже б хотілося поставити.»
Фільми з Кетрін Гепберн і Спенсером Трейсі надихнули на швидкий темп серіалу.
Пілотний епізод «Дівчат Гілмор» отримав фінансову підтримку від фонду розвитку сценаріїв Family Friendly Programming Forum, який включає деяких провідних національних рекламодавців.
У 2003 WB планувало спін-оф «Windward Circle» з Джесом Маріано, в якому Джес знайомиться зі своїм батьком, Джиммі, і здружується з каліфорнійськими скейтбордистами. Однак, мережа відмінила шоу через високі витрати знімання на пляжі Венеція. Епізод «Ось іде син» 3-го сезону «Дівчат Гілмор» був бекдор пілотом для спін-офу, що не вийшов в ефір.

## Написання та зйомки
Як зазначено у слогані «Життя коротке. Кажи швидко», серіал «Дівчата Гілмор» відомий завдяки швидким діалогам, які швидко розвиваються, і наповнені посиланнями на поп-культуру. Велика частина діалогу рясніє посиланнями на кіно, на телевізійні шоу, музику, літературу і знаменитості культури. Відносна невідомість деяких з цих натяків призвела до випуску «Gilmore-isms» буклетів включених до DVD наборів перших чотирьох сезонів з назвою «411 на більшість дотепних і пам'ятних дотепів та відгуків із поп-культури» («The 411 on many of the show's witty and memorable wordplays and pop culture references») та коментарями від самих творців шоу.

## Актори
| Актор            | Роль              |
| ---------------- | ----------------- |
| Лорен Гелен Грем | Лорелай Гілмор    |
| Алексіс Бледел   | Рорі Гілмор       |
| Скотт Паттерсон  | Люк Дейнс         |
| Мелісса Маккарті | Сукі Сент-Джеймс  |
| Янік Трусдейл    | Мішель Джерард    |
| Кейлі Бішоп      | Емілі Гілмор      |
| Едвард Геррманн  | Річард Гілмор     |
| Кейко Аджена     | Лейн Кім          |
| Шон Ганн         | Кірк Глісон       |
| Ліза Вейл        | Періс Геллер      |
| Джаред Падалекі  | Дін Форестер      |
| Джексон Дуглас   | Джексон Белевіль  |
| Майло Вентімілья | Джесс Маріано     |
| Девід Саткліф    | Крістофер Гейден  |
| Ліз Торрес       | міс Патті         |
| Метт Зукрі       | Логан Гантсбергер |
| Майкл Вінтерз    | Тейлор Дуз        |
| Саллі Стразерс   | Бабетт Делл       |
| Емілі Курода     | місіс Кім         |
| Чед Майкл Мюррей | Трістан           |

## Режисери
- Джемі Беббіт — Jamie Babbit
- Емі Шерман — Amy Sherman
- Кріс Лонг — Chris Long
- Лі Шелет Хемель — Lee Shallat Chemel
- Кенні Ортега — Kenny Ortega
- Мішель Кетлмен — Michael Katleman
- Метью Даймонд — Matthew Diamond
- Деніель Палладіно — Daniel Palladino
- Мішель Зінберг — Michael Zinberg
- Леслі Лінка Глаттер — Lesli Linka Glatter
- Гейл Манкузо — Gail Mancuso
- Стефен Кленсі — Stephen Clancy
- Бетані Руні — Bethany Rooney
- Роберт Берлінгер — Robert Berlinger
- Стівен Робмен — Steven Robman
- Джексон Дуглас — Jackson Douglas
- Алан Маєрсон — Alan Myerson
- Лев Л. Спіро — Lev L. Spiro

## Продюсери
- Патриція Фас Палмер — Patricia Fass Palmer
- Деніель Палладіно — Daniel Palladino
- Емі Шерман — Amy Sherman
- Ребекка Кіршнер — Rebecca Kirshner
- Джейн Еспенсон — Jane Espenson
- Джина Фатор — Gina Fattore
- Скотт Кауфер — Scott Kaufer
- Гелен Пай — Helen Pai
- Джанет Лігі — Janet Leahy
- Ґевін Полон — Gavin Polone
- Шила Р. Лоуренс — Sheila R. Lawrence
- Кріс Лонг — Chris Long
- Джон Стефенс — John Stephens
- Чед Савадж — Chad Savage
- Лорен Грем — Lauren Graham
- Девід С. Розенталь — David S. Rosenthal
- Джонатан С. Броді — Jonathan C. Brody
- Лін Стевенсон — Lynn Stevenson
- Гейл Абрамс — Gayle Abrams
- Лі Шолет Хемель — Lee Shallat Chemel
- Стів Тернер — Steve Turner
- Кейра Морізетте — Keira Morrisette
- Джефрі Гемвол — Geffrey Hemwall
- Крізан Верджес — Chrisann Verges
- Вільям Клуг — William Klug
- Біл Преді — Bill Prady
- Барбара Брейс — Barbara Brace
- Мел Ефрос — Mel Efros
- Алан Гейнберг — Allan Heinberg
- Мішель Кетлмен — Michael Katleman

## Сценаристи
- Емі Шерман — Amy Sherman
- Деніель Палладіно — Daniel Palladino
- Ребекка Кіршнер — Rebecca Kirshner
- Джон Стефенс — John Stephens
- Девід С. Розенталь — David S. Rosenthal
- Шила Р. Лоуренс — Sheila R. Lawrence
- Джоан Біндер Вайнс — Joan Binder Weiss
- Лінда Люсель Ґузік — Linda Loiselle Guzik
- Девід Бабкок — David Babcock
- Джені Снайдер — Jennie Snyder
- Джанет Лігі — Janet Leahy
- Ілейн Арата — Elaine Arata
- Джейн Еспенсон — Jane Espenson
- Джеймс Берг — James Berg
- Стен Зіммермен — Stan Zimmerman
- Кіт Ейснер — Keith Eisner
- Гейл Абрамс — Gayle Abrams
- Джина Фатор — Gina Fattore

## Оператори
- Майкл А. Прайс — Michael A. Price
- Тереза Медіна — Teresa Medina
- Джон С. Флінн III — John C. Flinn III
- Рональд Віктор Гарсія — Ronald Víctor García
- Гіро Наріта — Hiro Narita

## Композитори
- Сем Філіпс — Sam Phillips
- Тоні Стерн — Toni Stern

## Книги
- Існує чотири книги, написані від першої особи, Рорі, для молодих людей, що представлені у вигляді адаптованих сценаріїв епізодів першого та другого сезонів. Крім того, до книг включено бонус «Щоденник», у який увійшли рекламні фотографії із серій. Книги були опубліковані HarperCollins в HarperEntertainment/TV Tie-Ins:
  - Like Mother, Like Daughter by Catherine Clark (2002, ISBN 0-06-051023-4)
  - I Love You, You Idiot by Cathy East Dubowski (2002, ISBN 0-06-050228-2)
  - I Do, Don't I? by Catherine Clark (2002, ISBN 0-06-009757-4)
  - The Other Side Of Summer by Amy Sherman-Palladino and Helen Pai (2002, ISBN 0-06-050916-3)
- Coffee At Luke's: An Unauthorized Gilmore Girls Gab Fest (2007, ISBN 1-933771-17-8)
- The Gilmore Girls Companion by A. S. Berman (2010, ISBN 1-59393-616-8)